# Sonny Rollins and the Big Brass
| Recensione | Giudizio |
| ---------- | -------- |
| AllMusic   |          |

Sonny Rollins and the Big Brass è un album in studio del sassofonista jazz statunitense Sonny Rollins, pubblicato dalla MetroJazz Records nell'ottobre del 1958.

## Tracce
LP (1958, MetroJazz Records, E 1002/SE 1002)
Lato A
1. Grand Street – 6:02 (musica: Sonny Rollins) – Registrato l'11 luglio 1958 al Metropolitan Studios di New York City, New York
2. Far Out East – 4:30 (musica: Ernie Wilkins) – Registrato l'11 luglio 1958 al Metropolitan Studios di New York City, New York
3. Who Cares? – 3:55 (testo: Ira Gershwin – musica: George Gershwin) – Registrato l'11 luglio 1958 al Metropolitan Studios di New York City, New York
4. Love Is a Simple Thing – 3:00 (testo: June Carroll – musica: Arthur Siegel) – Registrato l'11 luglio 1958 al Metropolitan Studios di New York City, New York

Lato B
1. What's My Name? – 3:44 (testo: Robert Wells – musica: David Saxon) – Registrato il 10 luglio 1958 al Beltone Studios di New York City, New York
2. If You Were the Only Girl in the World – 5:03 (testo: Clifford Grey – musica: Nat Ayer) – Registrato il 10 luglio 1958 al Beltone Studios di New York City, New York
3. Manhattan – 4:23 (testo: Lorenz Hart – musica: Richard Rodgers) – Registrato il 10 luglio 1958 al Beltone Studios di New York City, New York
4. Body and Soul – 4:17 (testo: Edward Heyman, Robert Sour, Frank Eyton – musica: Johnny Green) – Registrato il 10 luglio 1958 al Beltone Studios di New York City, New York

## Musicisti
- Sonny Rollins – sassofono tenore (in tutti i brani)
- Ernie Wilkins – conduttore orchestra e arrangiamenti (A1, A2, A3 e A4)
- Nat Adderley – cornetta (A1, A2, A3 e A4)
- Clark Terry – tromba (A1, A2, A3 e A4)
- Reunald Jones – tromba (A1, A2, A3 e A4)
- Ernie Royal – tromba (A1, A2, A3 e A4)
- Billy Byers – trombone (A1, A2, A3 e A4)
- Jimmy Cleveland – trombone (A1, A2, A3 e A4)
- Frank Rehak – trombone (A1, A2, A3 e A4)
- Don Butterfield – tuba (A1, A2, A3 e A4)
- Dick Katz – pianoforte (A1, A2, A3 e A4)
- René Thomas – chitarra (A1, A2, A3 e A4)
- Henry Grimes – contrabbasso (in tutti i brani)
- Roy Haynes – batteria (A1, A2, A3 e A4)
- Charles Wright – batteria (B1, B2, B3 e B4)

### Produzione
- Leonard Feather – produzione, supervisione e note retrocopertina album originale
- Registrazioni effettuate al Metropolitan Studios di New York City l'11 luglio 1958 e al Beltone Studios di New York City il 10 luglio 1958 [3]